# Falls Church
Falls Church (llamada oficialmente City of Falls Church) es una de las ciudades independientes del estado estadounidense de Virginia. Según el censo de 2010, la ciudad tenía una población de 12 332 habitantes. La población estimada a 2019 era de 14 617 habitantes. Falls Church está incluida en el área metropolitana de Washington D. C.

## Geografía
Según la Oficina del Censo, la ciudad tiene un área total de 5,7 km² (2,2 mi²), de la cual 5,7 km² (2,2 mi²) es tierra y 0,1 km² (0 mi²) (0.2%) es agua.

## Demografía
Según el censo de 2000, había 10.377 personas, 4.471 hogares y 2.620 familias residiendo en la localidad. La densidad de población era de 2.013,4 hab./km². Había 4.725 viviendas con una densidad media de 916,8 viviendas/km². El 84,97% de los habitantes eran blancos, el 3,28% afroamericanos, el 0.24% amerindios, el 6,50% asiáticos, el 0,07% isleños del Pacífico, el 6,22% de otras razas y el 2,43% pertenecía a dos o más razas. El 8,44% de la población eran hispanos o latinos de cualquier raza.
Los ingresos medios por hogar en la localidad eran de $74.924, y los ingresos medios por familia eran $97.225. Los hombres tenían unos ingresos medios de $65.227 frente a los $46.014 para las mujeres. La renta per cápita para el condado era de $41.051. Alrededor del 4,2% de la población estaban por debajo del umbral de pobreza.